# FantasticaManía

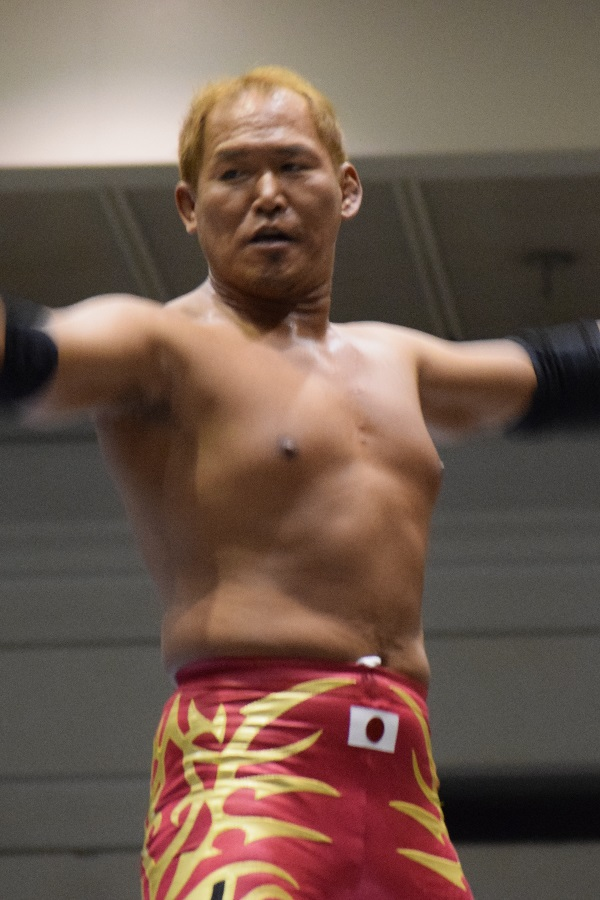
Retrato de un participante.

FantasticaManía (a veces estilizado como Fantástica Manía) es un evento anual de lucha libre profesional producido en conjunto por la empresa de lucha libre mexicana Consejo Mundial de Lucha Libre (CMLL) y por la japonesa New Japan Pro-Wrestling (NJPW). Cada una de las ediciones de FantasticaManía consiste en una serie de dos a ocho eventos que tienen lugar en diversas ciudades de Japón, en enero de cada año desde 2011.

## Historial de eventos
La serie de eventos FantasticaManía es el resultado de la relación de trabajo entre New Japan Pro-Wrestling (NJPW) y el Consejo Mundial de Lucha Libre (CMLL), que han estado intercambiando luchadores por períodos de tiempo largos o cortos durante varios años. A finales de 2010 NJPW y CMLL anunciaron que producirían conjuntamente dos eventos en enero de 2011 bajo el nombre FantasticaManía. Los eventos tendrían lugar en Japón y serían organizados por NJPW, con CMLL enviando a varios de sus luchadores a Japón para que trabajen en dichos eventos. En 2011 y 2012, algunos luchadores de CMLL realizaron una gira con NJPW antes o después de los eventos, mientras que algunos de los luchadores volaron solo para el evento de FantasticaManía en particular. En 2014, la gira FantasticaManía fue ampliada a cinco días, con eventos siendo llevados a cabo por primera vez fuera del Pabellón Korakuen de Tokio, en Osaka y Kioto. En 2015, FantasticaManía se llevó a cabo en seis eventos en Osaka, Takamatsu, Kioto y Tokio.

## Fechas y lugares de FantasticaManía
| Evento                | Fecha                          | Lugar                                                                                                 | Estadio                                                              | Asistencia | Evento principal                                                                               |        |
| --------------------- | ------------------------------ | --- | -------------------------------------------------------------------- | --- | ---------------------------------------------------------------------------------------------- | ------ |
| FantasticaManía 2011  | 22 de enero de 2011            | Tokio, Japón                                                                                          | Korakuen Hall                                                        | 1.800 | Shinsuke Nakamura, Tetsuya Naito y Averno vs. Hiroshi Tanahashi, Prince Devitt y Místico       | [ 3 ]  |
| 23 de enero de 2011   | 2.005                          | Golden☆Lovers (Kota Ibushi & Kenny Omega) vs. Apollo 55 (Prince Devitt & Ryusuke Taguchi)             | [ 3 ] [ 4 ] [ 5 ]                                                    | |                                                                                                |        |
| FantasticaManía 2012  | 21 de enero de 2012            | 1950                                                                                                  | Kazuchika Okada y Volador Jr. vs. Hiroshi Tanahashi y La Sombra      | [ 6 ] |                                                                                                |        |
| 22 de enero de 2012   | La Sombra vs. Volador Jr.      | [ 7 ]                                                                                                 |                                                                      | |                                                                                                |        |
| FantasticaManía 2013  | 18 de enero de 2013            | 1.650                                                                                                 | Hiroshi Tanahashi y La Sombra vs. Misterioso Jr. y Shinsuke Nakamura | [ 8 ] |                                                                                                |        |
| 19 de enero de 2013   | 1.750                          | Shinsuke Nakamura vs. La Sombra                                                                       | [ 8 ]                                                                | |                                                                                                |        |
| 20 de enero de 2013   | 1950                           | Atlantis, Hiroshi Tanahashi y Prince Devitt vs. Euforia, Kazuchika Okada y Mephisto                   | [ 8 ]                                                                | |                                                                                                |        |
| FantasticaManía 2014  | 14 de enero de 2014            | Osaka, Japón                                                                                          | Osaka Prefectural Gymnasium                                          | 1.300 | El Desperado, Hiroshi Tanahashi y Místico vs. Kazuchika Okada, Mephisto y Rey Escorpión        | [ 9 ]  |
| 15 de enero de 2014   | Kioto, Japón                   | KBS Hall                                                                                              | 1.000                                                                | El Desperado, Hiroshi Tanahashi y La Sombra vs. Kazuchika Okada, Niebla Roja y Último Guerrero                       | [ 9 ]                                                                                          |        |
| 17 de enero de 2014   | Tokio, Japón                   | Shin-Kiba 1st Ring                                                                                    | 300                                                                  | La Sombra vs. Volador Jr.                                                                                            | [ 9 ]                                                                                          |        |
| 18 de enero de 2014   | Korakuen Hall                  | 1.900                                                                                                 | Mephisto vs. Místico                                                 | [ 9 ] |                                                                                                |        |
| 19 de enero de 2014   | Volador Jr. vs. Máscara Dorada | [ 9 ]                                                                                                 |                                                                      | |                                                                                                |        |
| FantasticaManía 2015  | 13 de enero de 2015            | Osaka, Japón                                                                                          | Osaka Prefectural Gymnasium                                          | 1.300 | Atlantis, Hiroshi Tanahashi y Volador Jr. vs. Gran Guerrero, Kazuchika Okada y Último Guerrero | [ 10 ] |
| 14 de enero de 2015   | Takamatsu, Japón               | Takamatsu-shi Sōgō Taiikukan                                                                          | 1.000                                                                | Hiroshi Tanahashi, Máscara Dorada y Tiger Mask vs. Ryusuke Taguchi, La Sombra y Tetsuya Naito                        | [ 10 ]                                                                                         |        |
| 15 de enero de 2015   | Kioto, Japón                   | KBS Hall                                                                                              | 850                                                                  | Atlantis, Hiroshi Tanahashi y Volador Jr. vs. Gran Guerrero, Shinsuke Nakamura y Último Guerrero                     | [ 10 ]                                                                                         |        |
| 17 de enero de 2015   | Tokio, Japón                   | Shin-Kiba 1st Ring                                                                                    | 300                                                                  | Atlantis y Máscara Dorada vs. Los Guerreros Laguneros (Gran Guerrero & Último Guerrero)                              | [ 10 ]                                                                                         |        |
| 18 de enero de 2015   | Korakuen Hall                  | 1950                                                                                                  | Atlantis vs. Último Guerrero                                         | [ 10 ] |                                                                                                |        |
| 19 de enero de 2015   | Máscara Dorada vs. La Sombra   | [ 10 ]                                                                                                |                                                                      | |                                                                                                |        |
| FantasticaManía 2016  | 17 de enero de 2016            | Kōchi, Japón                                                                                          | Kochi Sunpia Chres                                                   | 1.214 | Hiroshi Tanahashi, Jushin Thunder Liger y Místico vs. Gedo, Kazuchika Okada y Último Guerrero  | [ 11 ] |
| 19 de enero de 2016   | Kioto, Japón                   | KBS Hall                                                                                              | 820                                                                  | Hiroshi Tanahashi, Juice Robinson y Volador Jr. vs. Kazuchika Okada, Mephisto y Shinsuke Nakamura                    | [ 12 ]                                                                                         |        |
| 20 de enero de 2016   | Osaka, Japón                   | Edion Arena Osaka                                                                                     | 1.025                                                                | Dragon Lee y Hiroshi Tanahashi vs. Kazuchika Okada y Virus                                                           | [ 13 ]                                                                                         |        |
| 22 de enero de 2016   | Tokio, Japón                   | Korakuen Hall                                                                                         | 1.566                                                                | Mephisto y Último Guerrero vs. Místico y Volador Jr.                                                                 | [ 14 ]                                                                                         |        |
| 23 de enero de 2016   | 1.593                          | Hiroshi Tanahashi, Místico y Volador Jr. vs. Kazuchika Okada, Mephisto y Último Guerrero              | [ 15 ]                                                               | |                                                                                                |        |
| 24 de enero de 2016   | 1.599                          | Volador Jr. vs. Mephisto                                                                              | [ 16 ]                                                               | |                                                                                                |        |
| FantasticaManía 2017  | 13 de enero de 2017            | Osaka, Japón                                                                                          | Edion Arena Osaka                                                    | 1.015 | Hechicero, Kazuchika Okada y Will Ospreay vs. Hiroshi Tanahashi, Máximo Sexy y Ryusuke Taguchi | [ 17 ] |
| 14 de enero de 2017   | Matsuyama, Japón               | Item Ehime                                                                                            | 1.104                                                                | Euforia, Kazuchika Okada y Will Ospreay vs. Hiroshi Tanahashi, KUSHIDA y Místico                                     | [ 18 ]                                                                                         |        |
| 15 de enero de 2017   | Kioto, Japón                   | KBS Hall                                                                                              | 778                                                                  | David Finlay, Hiroshi Tanahashi y Volador Jr. vs. Kazuchika Okada, Último Guerrero y Will Ospreay                    | [ 19 ]                                                                                         |        |
| 16 de enero de 2017   | Nagoya, Japón                  | Nagoya Congress Center                                                                                | 1.402                                                                | Bárbaro Cavernario, Kazuchika Okada y Will Ospreay vs. Dragon Lee, Hiroshi Tanahashi y KUSHIDA                       | [ 20 ]                                                                                         |        |
| 20 de enero de 2017   | Tokio, Japón                   | Korakuen Hall                                                                                         | 1.515                                                                | Dragon Lee vs. Bárbaro Cavernario                                                                                    | [ 21 ]                                                                                         |        |
| 21 de enero de 2017   | 1.559                          | Máximo Sexy vs. Hechicero                                                                             | [ 22 ]                                                               | |                                                                                                |        |
| 22 de enero de 2017   | 1.592                          | Último Guerrero vs. Volador Jr.                                                                       | [ 23 ]                                                               | |                                                                                                |        |
| FantasticaManía 2018  | 12 de enero de 2018            | Nagoya, Japón                                                                                         | Nagoya Congress Center                                               | 1.554 | Atlantis, Hiroshi Tanahashi y Místico vs. Chaos (Gedo & Kazuchika Okada) y Último Guerrero     | [ 24 ] |
| 14 de enero de 2018   | Kioto, Japón                   | KBS Hall                                                                                              | 795                                                                  | Hiroshi Tanahashi, Místico y Niebla Roja vs. Gran Guerrero, Kazuchika Okada y Último Guerrero                        | [ 25 ]                                                                                         |        |
| 15 de enero de 2018   | Takamatsu, Japón               | Takamatsu City Gymnasium                                                                              | 1.021                                                                | Atlantis, Hiroshi Tanahashi y Niebla Roja vs. Chaos (Gedo & Kazuchika Okada) y Gran Guerrero                         | [ 26 ]                                                                                         |        |
| 16 de enero de 2018   | Osaka, Japón                   | Edion Arena Osaka                                                                                     | 1.150                                                                | Atlantis, Hiroshi Tanahashi y Volador Jr. vs. Chaos (Gedo & Kazuchika Okada) y Bárbaro Cavernario                    | [ 27 ]                                                                                         |        |
| 17 de enero de 2018   | Toyama, Japón                  | Techno Hall                                                                                           | 1.192                                                                | Hiroshi Tanahashi, Místico y Volador Jr. vs. Bárbaro Cavernario, Kazuchika Okada y Último Guerrero                   | [ 28 ]                                                                                         |        |
| 19 de enero de 2018   | Tokio, Japón                   | Korakuen Hall                                                                                         | 1.522                                                                | Niebla Roja vs. Gran Guerrero                                                                                        | [ 29 ]                                                                                         |        |
| 21 de enero de 2018   | 1.590                          | Volador Jr. vs. Bárbaro Cavernario                                                                    | [ 30 ]                                                               | |                                                                                                |        |
| 22 de enero de 2018   | 1.546                          | Los Guerreros Laguneros (Gran Guerrero & Último Guerrero) vs. Dragon Lee y Místico                    | [ 31 ]                                                               | |                                                                                                |        |
| FantasticaManía 2019  | 11 de enero de 2019            | Osaka, Japón                                                                                          | Edion Arena Osaka                                                    | 1.082 | Los Ingobernables de Japón vs. Fujin, Raijin, Satoshi Kojima y Toa Henare                      | [ 32 ] |
| 12 de enero de 2019   | Imabari, Japón                 | Texport Imabari                                                                                       | 1.090                                                                | [ 33 ] |                                                                                                |        |
| 13 de enero de 2019   | Kioto, Japón                   | KBS Hall                                                                                              | 801                                                                  | [ 34 ] |                                                                                                |        |
| 14 de enero de 2019   | Gifu, Japón                    | Gifu Industrial Hall                                                                                  | 1.607                                                                | [ 35 ] |                                                                                                |        |
| 16 de enero de 2019   | Chiba, Japón                   | Makuhari Messe                                                                                        | 1.015                                                                | Dragon Lee y Místico vs. La Familia Real (Flyer & Volador Jr.)                                                       | [ 36 ]                                                                                         |        |
| 18 de enero de 2019   | Tokio, Japón                   | Korakuen Hall                                                                                         | 1.526                                                                | Místico y Dragon Lee vs. Nueva Generación Dinamita (Sansón & El Cuatrero)                                            | [ 37 ]                                                                                         |        |
| 20 de enero de 2019   | 1.560                          | Místico y Dragon Lee vs. Los Guerreros Laguneros (Gran Guerrero & Último Guerrero)                    | [ 38 ]                                                               | |                                                                                                |        |
| 21 de enero de 2019   | 1.582                          | Volador Jr. vs. Carístico                                                                             | [ 39 ]                                                               | |                                                                                                |        |
| FantasticaManía 2020  | 10 de enero de 2020            | Osaka, Japón                                                                                          | Edion Arena Osaka                                                    | 1.052 | Stuka Jr., Carístico y Satoshi Kojima vs. Okumura, Bárbaro Cavernario y Último Guerrero        | [ 40 ] |
| 11 de enero de 2020   | Matsuyama, Japón               | Item Ehime                                                                                            | 931                                                                  | Carístico, Satoshi Kojima y Soberano Jr. vs. Bárbaro Cavernario y Los Guerreros Lagunero (Euforia & Último Guerrero) | [ 41 ]                                                                                         |        |
| 12 de enero de 2020   | Kioto, Japón                   | KBS Hall                                                                                              | 781                                                                  | [ 42 ] |                                                                                                |        |
| 13 de enero de 2020   | Nagoya, Japón                  | Nagoya Congress Center                                                                                | 1.534                                                                | [ 43 ] |                                                                                                |        |
| 16 de enero de 2020   | Tokio, Japón                   | Korakuen Hall                                                                                         | 1.423                                                                | Los Hermanos Chávez (Ángel de Oro & Niebla Roja) vs. Dinastía Casas (Negro Casas & Tiger)                            | [ 44 ]                                                                                         |        |
| 17 de enero de 2020   | 1.534                          | Los Hermanos Chávez (Ángel de Oro & Niebla Roja) vs. Nueva Generación Dinamita (Sansón & El Cuatrero) | [ 45 ]                                                               | |                                                                                                |        |
| 19 de enero de 2020   | 1.601                          | Carístico, Hiroshi Tanahashi y Tiger Mask IV vs. Negro Casas, Euforia y Bárbaro Cavernario            | [ 46 ]                                                               | |                                                                                                |        |
| 20 de enero de 2020   | 1.593                          | Carístico vs. Bárbaro Cavernario                                                                      | [ 47 ]                                                               | |                                                                                                |        |
| FantasticaManía 2023  | 22 de febrero de 2023          | Takamatsu, Japón                                                                                      | General Gymnasium 2nd Stadium                                        | | Hiroshi Tanahashi y Místico vs. Último Guerrero y Atlantis Jr.                                 | [ 48 ] |
| 23 de febrero de 2023 | Kioto, Japón                   | KBS Hall                                                                                              |                                                                      | Místico y Volador Jr. vs. Atlantis Jr. y Templario                                                                   | [ 49 ]                                                                                         |        |
| 24 de febrero de 2023 | Osaka, Japón                   | Central Gymnasium Sub Arena                                                                           |                                                                      | Magia Blanca y Volador Jr. vs. Último Guerrero y Atlantis Jr.                                                        | [ 50 ]                                                                                         |        |
| 26 de febrero de 2023 | Chiba, Japón                   | Makuhari Messe                                                                                        |                                                                      | Final Torneo de Facciones 2023                                                                                       | [ 51 ]                                                                                         |        |
| 27 de febrero de 2023 | Tokio, Japón                   | Kourakuen Hall                                                                                        |                                                                      | Titán vs. Soberano Jr.                                                                                               | [ 52 ]                                                                                         |        |
| 28 de febrero de 2023 | Tokio, Japón                   | Kourakuen Hall                                                                                        |                                                                      | Místico vs. Atlantis Jr.                                                                                             | [ 53 ]                                                                                         |        |